# Miguel Palacios Martínez
Miguel Palacios Martínez (Deza, Soria, 30 de abril de 1895 - Madrid, 16 de mayo de 1979) fue un militar español que combatió en la Guerra Civil Española.

## Biografía
Nació en Deza (Soria) en 1895. Ingresó en el Ejército a temprana edad, especializándose en sanidad militar.
Destinado al Marruecos español, participó en la Guerra de Marruecos. En 1921 fue uno de los pocos que logró escapar del Desastre de Annual, llegando al Marruecos francés y posteriormente reincorporándose a la zona española. Durante la Dictadura de Primo de Rivera conspiró contra el régimen, entrando en contacto con grupos anarquistas.
En julio de 1936 se encontraba destinado en Madrid, en el Parque Central de Sanidad Militar, con el rango de capitán médico. Tras el estallido de la Guerra Civil se mantuvo fiel a la República y estuvo destinado en el Estado Mayor de la Columna Uribarri. Posteriormente estuvo al frente de la llamada Columna Palacios, compuesta en su mayoría por militantes anarquistas. A finales de 1936 esta milicia fue militarizada y se acabaría reconvirtiendo en la 39.ª Brigada Mixta, unidad que también mandó durante algún tiempo. En marzo de 1937 fue nombrado comandante de la 5.ª División, destinada en el Frente de Madrid. En la primavera de 1938 fue nombrado comandante del XVI Cuerpo del Ejército, de nueva creación. Para entonces ya ostentaba el rango de teniente coronel. Al frente de esta agrupación, Palacios Martínez participó en la Campaña del Levante, sosteniendo duros combates con las tropas del Ejército franquista que intentaban conquistar Valencia.
Fue capturado en Arcos de las Salinas (Teruel) por el General Varela. Condenado a muerte en Consejo de Guerra, fue indultado y condenado a 30 años de prisión. Salió en 1953, ejerciendo de médico en Madrid.
Falleció en Madrid el 16 de mayo de 1979.